# Gottlieb Wilhelm Bischoff
Gottlieb Wilhelm T.G. Bischoff ( * Bad Dürkheim, 21 de mayo de 1797 - Heidelberg, 11 de septiembre de 1854 ) fue un profesor, botánico pteridólogo, micólogo y briólogo alemán.
Bischoff estudia botánica en Kaiserslautern bajo la dirección de Wilhelm D.J. Koch, el autor del clásico «Flora Deutschlands». En 1819 visita la Academia de Bellas Artes de Múnich, estudiando allí y luego en 1821 pasa a Erlangen. En 1824 será maestro en Heidelberg, habilitándose allí en 1825, y para 1833 es profesor de Botánica, y en 1839 director del Jardín botánico.
Georg Engelmann fue pupilo suyo. Bischoff se especializa en la sistemática y reproducción de las criptógamas y desarrolla notables obras sobre musgos.

## Obra
- Handbuch der botanischen Terminologie und Systemkunde (1830 a 1844)
- Lehrbuch der allgemeinen Botanik (1834-1840)
- Wörterbuch der beschreibenden Botanik (1839)
- Medizinisch-pharmazeutische Botanik (1843)
- Die Botanik in ihren Grundrissen und nach ihrer historischen Entwicklung (1848)
- Beiträge zur Flora Deutschlands und der Schweiz (1851)

- La abreviatura «Bisch.» se emplea para indicar a Gottlieb Wilhelm Bischoff como autoridad en la descripción y clasificación científica de los vegetales.[2]

## Fuente
- Engler, A. Bischoff, Gottlieb Wilhelm Archivado el 29 de abril de 2018 en Wayback Machine.. En: Allgemeine Deutsche Biographie (ADB). Tomo 2, Duncker & Humblot, Leipzig 1875, p. 673 f.